# Matthias Pompe
Matthias Pompe (Lipsia, 15 febbraio 1984) è un pallavolista e giocatore di beach volley tedesco.
Gioca nel ruolo di schiacciatore nel Lüneburg.

## Carriera
La carriera nella pallavolo indoor di Matthias Pompe inizia nella seconda serie tedesca, in quanto la sua priorità era il beach volley. Con il Turnverein 1861 Rottenburg ottiene per due volte la promozione nella 1. Bundesliga, ottenendo come massimo risultato un quinto posto. Nel 2006 vince la medaglia d'argento ai campionati europei under-23 di beach volley. Riceve anche alcune convocazioni dalla nazionale tedesca. Dopo una stagione al Turnverein Bühl Volleyball si trasferisce nel campionato francese, al Gazélec Football Club Ajaccio Volley-Ball, prima di fare ritorno in patria, ingaggiato dal Dürener Turnverein 1847; con la nazionale vince la medaglia d'oro ai I Giochi europei.
Nella stagione 2016-2017 passa al Lüneburg.

## Palmarès

### Nazionale (competizioni minori)
- Giochi europei 2015